# Ерміт тонкодзьобий
Ермі́т тонкодзьобий (Phaethornis philippii) — вид серпокрильцеподібних птахів родини колібрієвих (Trochilidae). Мешкає в Амазонії. Вид названий на честь італійського натураліста Філіппо де Філіппі.

## Опис

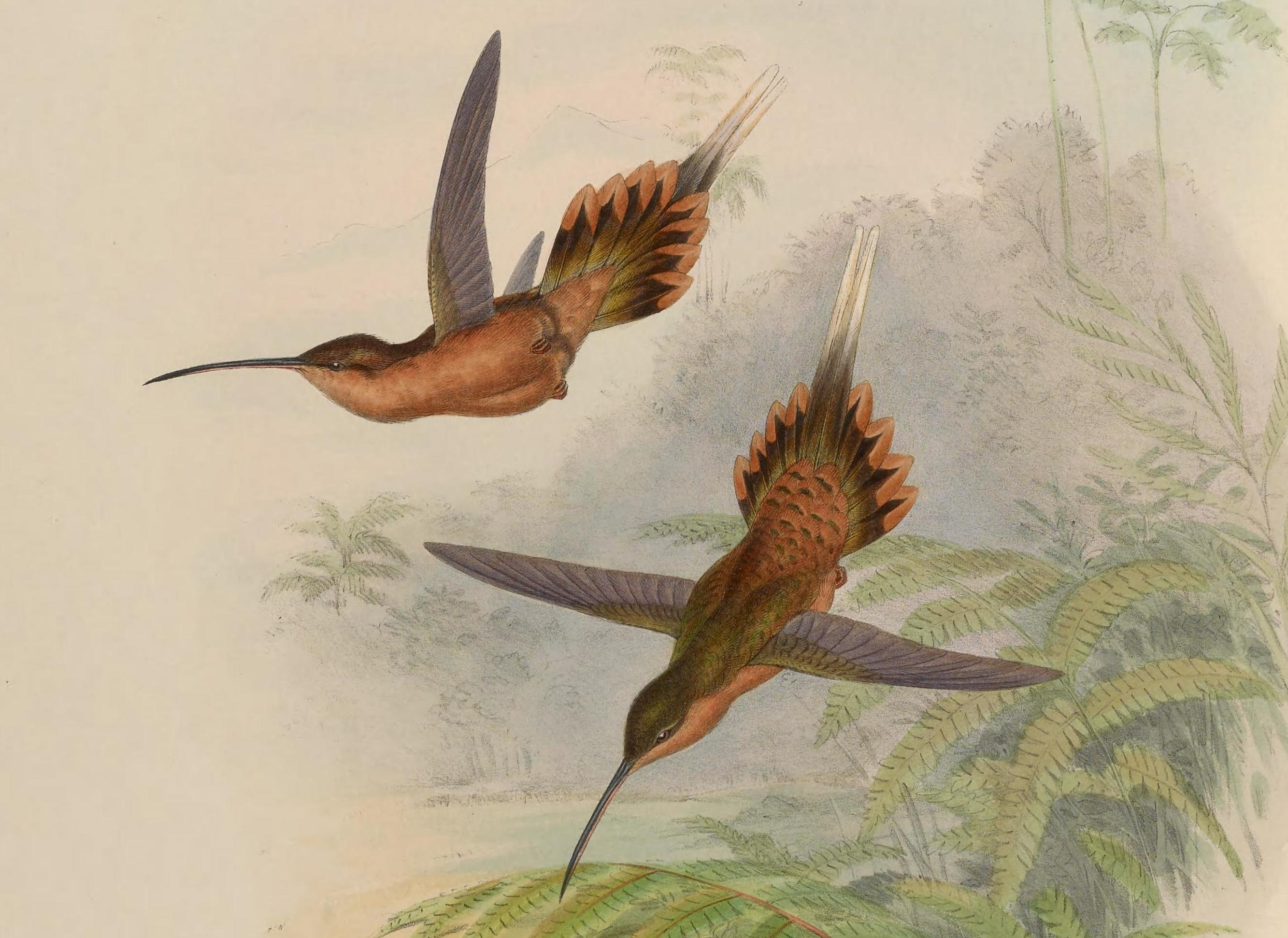
Тонкодзьобі ерміти

Довжина птаха становить 12-13 см, самці важать 4-6 г, самиці 4-5,5 г. Верхня частина тіла темно-бронзово-зелена. Нижня частина спини, надхвістя і верхні покривні пера хвоста поцятковані рудувато-коричневими смугами. Через очі ідуть широкі темні смуги, окаймлені вузькими рудуватими "бровами". Нижня частина тіла руда. Стернові пера бронзово-зелені з темною смугою на кінці, крайні стернові пера мають іржасто-руді кінчики. Центральні стернові пера видовжені, кінчики у них білі. Дзьоб майже прямий, довжиною 31 мм, зверху чорний, знизу біля основи жовтувато-тілесного кольору.

## Поширення і екологія
Тонкодзьобі ерміти мешкають на заході і в центрі Бразильської Амазонії (на південь від Амазонки, на захід до річки Тапажос і північної Рондонії), на сході Перу (на схід від Укаялі) та на крайньому північному сході Болівії. Вони живуть в підліску вологих рівнинних тропічних лісів терра-фірме, трапляються в заболочених лісах, бамбукових заростях і на плантаціях, на висоті до 325 м над рівнем моря. Живляться нектаром квітів, пересуваючись за певним маршрутом, а також дрібними комахами і павуками. Сезон розмноження триває з червня по вересень. Гніздо конусоподібне, робиться з рослинних волокон і павутиння, підвішується до нижньої сторони листа. В кладці 2 яйця.